# 영웅 ~웃어! 쇼팽 선배~/햄카츠 묵시록
〈영웅 ~웃어! 쇼팽 선배~/햄카츠 묵시록〉(英雄〜笑って!ショパン先輩〜/ハムカツ黙示録 에이유~와라테쇼팽센파이~/해무카츠모쿠시로쿠[*])는 BEYOOOOONDS의 세 번째 싱글이다. 2022년 3월 2일에 업프런트 워크스 (Zetima)에서 발매됐다.

## 개요
초회생산한정반 A · B · SP1 · SP2, 통상반 A · B의 여섯 가지 형태로 발매됐다. 초회생산한정반 A · B · SP1에는 Blu-ray Disc가 들어있다. 모든 초도 생산 한정반에는 이벤트 참가권이 봉입된다. 통상반의 모든 초도 사양에는 트레이딩 카드(통상반 A에는 〈英雄～笑って! ショパン先輩～
 / 영웅 ~웃어! 쇼팽 선배~〉(이하, ‘~웃어! 쇼팽 선배~’), 통상반 B에는 〈ハムカツ黙示録
 / 햄카츠 묵시록〉(이하, ‘햄카츠 묵시록’)의 각각의 의상의 솔로 12종+단체 1종 중에서 랜덤으로 1장)가 봉입되어 있다.

## 발매일
| 국가 | 날짜           | 레이블 | 포맷                                    | 카탈로그 번호                       |
| ---- | -------------- | ------ | --------------------------------------- | ----------------------------------- |
| 일본 | 2022년 3월 2일 | Zetima | CD 맥시 싱글+DVD                        | EPCE-7665 ~ 66 (초회생산한정반 A)   |
| 일본 | 2022년 3월 2일 | Zetima | CD 맥시 싱글+DVD                        | EPCE-7667 ~ 68 (초회생산한정반 B)   |
| 일본 | 2022년 3월 2일 | Zetima | CD 맥시 싱글+DVD                        | EPCE-7669 ~ 70 (초회생산한정반 SP1) |
| 일본 | 2022년 3월 2일 | Zetima | CD 맥시 싱글+DVD                        | EPCE-7671 (초회생산한정반 SP2)      |
| 일본 | 2022년 3월 2일 | Zetima | CD 맥시 싱글                            | EPCE-7672 (통상반 A)                |
| 일본 | 2022년 3월 2일 | Zetima | CD 맥시 싱글                            | EPCE-7673 (통상반 B)                |
| 일본 | 2022년 3월 2일 | Zetima | 다운로드 (AAC-LC)                       |                                     |
| 일본 | 2022년 3월 2일 | Zetima | 고음질 음원 다운로드 (FLAC 96kHz/24bit) |                                     |